# Base antarctique Arctowski
 (septembre 2018).
Si vous disposez d'ouvrages ou d'articles de référence ou si vous connaissez des sites web de qualité traitant du thème abordé ici, merci de compléter l'article en donnant les références utiles à sa vérifiabilité et en les liant à la section « Notes et références ».
La base antarctique Arctowski est une station de recherche polonaise située sur l'île du Roi-George, au large de l'Antarctique.

## Histoire
Nommée en l'honneur d'Henryk Arctowski (1871-1958), météorologue qui a fait partie de l'Expédition antarctique belge (1897-1899) menée par l'explorateur Adrien de Gerlache de Gomery, qui fut la première à hiverner en Antarctique. Arctowski proposa la notion nouvelle de refroidissement éolien, considérant que le vent pouvait être aussi dommageable aux êtres humains que le froid dans les climats difficiles.
La station a été fondée le 26 février 1977. Elle est gérée par l'Académie polonaise des sciences et ses principaux domaines de recherche sont la biologie marine, l'océanographie, la géologie, la géomorphologie, la glaciologie, la météorologie, la climatologie, la sismologie, le magnétisme et l'écologie.
Le 19 janvier 1979, le cinéaste Włodzimierz Puchalski y meurt alors qu'il réalisait un documentaire. Sa tombe, située au sud de la base, est classée comme monument historique de l'Antarctique.
Comme la station et son personnel sont aisément accessibles, elle est l'une des bases scientifiques les plus visitées de l'Antarctique. Une serre fournit des légumes frais. Les plages près de la station sont jonchées de nombreux ossements de baleines, reliques du temps où le site était utilisé pour découper les baleines tuées au large.
En 2018, les infrastructures sont vieillissantes. Un nouveau bâtiment doit être construit. Il est posé sur des pilotis de trois mètres de haut pour limiter son impact sur le paysage. Il doit héberger jusqu'à 29 personnes,.
La station est proche de colonies de trois espèces différentes de manchots (manchot Adélie, manchot à jugulaire et manchot papou) et a été désignée comme site d'intérêt scientifique particulier dans le cadre du traité sur l'Antarctique.

## Galerie

L'île du Roi-George. La base Arctowski est située à l'extrémité de la grande baie centrale.
La baie de l'Amirauté.
Carte de la base Arctowski.
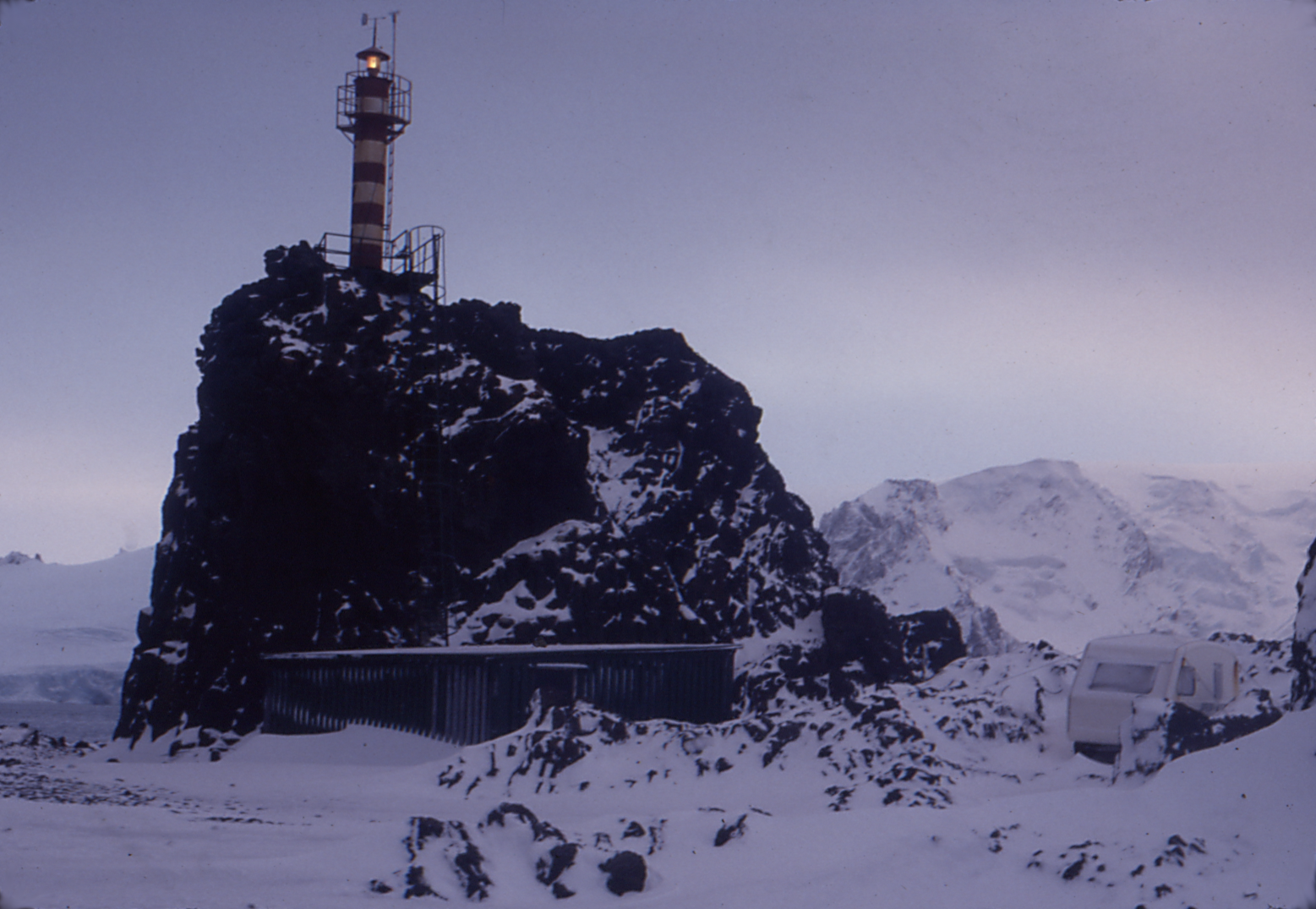
Phare d'Arctowski.